# 俄罗斯社会正义退休者党
俄罗斯社会正义退休者党 （俄语：Российская партия пенсионеров за социальную справедливость，Rossiyskaya Partiya Pensionerov za sotsialnuyu spravedlivost）是一个俄罗斯政党。
该党于1997年成立，名为退休者党（俄语：Общественно-Политичеcкая организация）。1997年11月29日，谢尔盖·阿图申科被选为第一任主席。1998年5月29日，该党在俄罗斯司法部注册。1999年国家杜马选举，该党赢得了1.95%选票
2001年12月1日，该党改为现名。2002年5月15日，该党以现名在司法部注册。
2003年12月7日立法机构选举，俄罗斯退休者党联盟和俄罗斯社会公正党赢得直接选举的3.1%没有获得席位。
2004年1月31日，在一次特别的党代会上，主席谢尔盖·阿图申科因其表现不佳而被解职。
2005年3月27日瓦列里·嘉同被选为主席。
2004年至2005年间，俄罗斯社会正义退休者党能够在12个地区的议会选举中推举候选人。他们的最好成绩是在2005年5月22日的马加丹州地区杜马选举中20.7%的选票。 
2005年10月9日俄罗斯社会正义退休者党赢得托木斯克选举，赢得19.8%的选票，而统一俄罗斯获得了17.85%的选票。
俄罗斯退休者党与俄罗斯生命党和祖国-全国爱国联盟在2006年10月28日合并入公正俄罗斯。
2017年该党宣布在2018年俄罗斯总统选举中支持时任总统弗拉基米尔·弗拉基米罗维奇·普京。

## 选举结果

### 立法选举
| 国家杜马 |              |        |         |     |      |
| 选举年   | 得票         | 得票率 | 席位    | +/– | 领袖 |
| 2016     | 910,848 (#7) | 1.73   | 0 / 450 | ▲   |      |

### 总统选举
| 选举年 | 参选人                                     | 首轮 | 首轮   | 次轮 | 次轮   |
| 选举年 | 参选人                                     | 得票 | 得票率 | 得票 | 得票率 |
| ------ | ------------------------------------------ | ---- | ------ | ---- | ------ |
| 2018   | 未参选，赞同弗拉基米尔·弗拉基米罗维奇·普京 | N/A  | N/A    | N/A  | N/A    |